# Suore scolastiche di Nostra Signora
Le Suore Scolastiche di Nostra Signora (in latino Congregatio Pauperum Sororum Scholarum Nostrae Dominae, in tedesco Arme Schulschwestern von Unserer Lieben Frau) sono un istituto religioso femminile di diritto pontificio: i membri di questa congregazione pospongono al loro nome la sigla S.S.N.D.

## Storia
La congregazione deriva da quella delle Canonichesse di Sant'Agostino, fondata in Francia da Pietro Fourier e Alix Le Clerc nel 1597: nel 1809 vennero soppressi i loro monasteri in Baviera, tra cui quello di Stadtamhof, città in cui esercitava il ministero parrocchiale Georg Michael Wittmann (1760-1833). Progettando di ristabilire le Canonichesse in tempi più favorevoli, nel 1812 Wittmann iniziò a preparare alla vita religiosa tre giovani donne, tra cui Karolina Gerhardinger (1797-1879), che presero il diploma di insegnante presso la scuola pubblica.
Terminato, con l'avvento al trono di Luigi I di Baviera, il clima politico ostile ai religiosi, nel 1825 Wittmann (che intanto era divenuto vescovo di Ratisbona) e la Gerhardinger (l'unica delle tre donne ancora intenzionate ad abbracciare la vita religiosa) chiesero al governo bavarese l'autorizzazione a fondare una congregazione e la restituzione del monastero di Stadtamhof: le autorità permisero alla di iniziare un istituto religioso, ma non concessero il vecchio monastero.
La Gerhardinger continuò a insegnare nella scuola pubblica fino a quando Franz Sebastian Job (1767-1834), cappellano di corte a Vienna e amico di Wittmann, la invitò a dirigere la scuola di Neunburg vorm Wald, sua città natale: la Gerhardinger, assieme a due compagne, aprì la scuola il 24 ottobre 1833, dando anche inizio alla nuova congregazione delle Suore Scolastiche di Nostra Signora. Luigi I approvò civilmente l'istituto il 22 marzo 1834 e Franz Xaver von Schwäbl, vescovo di Ratisbona, il 26 marzo successivo approvò le regole elaborate da Job e basate su quelle delle Canonichesse di Sant'Agostino. La Santa Sede approvò definitivamente la congregazione il 21 luglio 1865.
Le Suore Scolastiche ebbero rapida e notevole diffusione in Germania: nel 1847 i redentoristi le invitarono anche negli Stati Uniti d'America, per assistere le comunità di emigrati di lingua tedesca, e la stessa fondatrice si trasferì in America per due anni curando l'apertura di nuove filiali.
Alla congregazione fondata nel 1833 a Neunburg vorm Wald si riallacciano direttamente vari istituti. La catena delle filiazioni segue la seguente linea: dalla casa-madre di Neunburg vengono le congregazioni di Horažďovice e Rottenburg; da Horažďovice viene la congregazione di Kalocsa; da Kalocsa viene la congregazione di Subotica e da Subotica quella di Zagabria.
La fondatrice (in religione madre Maria Teresa di Gesù) è stata beatificata a Roma da papa Giovanni Paolo II il 17 novembre 1985.

## Attività e diffusione
Le Suore Scolastiche di Nostra Signora si dedicano prevalentemente all'apostolato dell'istruzione.
Sono presenti in Europa (Austria, Bielorussia, Repubblica Ceca, Germania, Italia, Regno Unito, Romania, Serbia, Slovenia, Svezia, Ungheria), in Africa (Gambia, Ghana, Kenya, Nigeria, Sierra Leone), nelle Americhe (Argentina, Bolivia, Brasile, Canada, Cile, Guatemala, Honduras, Paraguay, Perù, Porto Rico, Stati Uniti d'America), in Asia (Corea del Sud, Giappone, Nepal, Pakistan) e in Oceania (Guam, Stati Federati di Micronesia); la sede generalizia è in via della Stazione Aurelia a Roma.
Al 31 dicembre 2008 la congregazione contava 3.529 religiose in 546 case.